# Felicity Lane-Fox, Baroness Lane-Fox

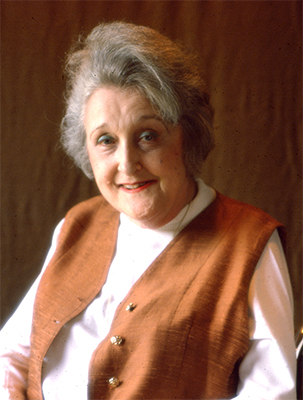
Felicity Lane-Fox, Baroness Lane-Fox

Felicity Lane-Fox, Baroness Lane-Fox, OBE (* 22. Juni 1918 in Newton Kyme, bei Tadcaster, Yorkshire; † 17. April 1988) war eine britische Politikerin der Conservative Party. Seit 1981 war sie als Life Peeress Mitglied des House of Lords.

## Leben
Felicity Lane-Fox wurde als jüngstes Kind von Captain Edward Lane-Fox, Bruder von George Lane-Fox, 1. Baron Bingley, und dessen Ehefrau Enid Maud Bethell in der Grafschaft Yorkshire geboren. Ihr Vater war Friedensrichter in der Grafschaft Yorkshire. Sie hatte einen älteren Bruder und zwei ältere Schwestern.
1932, im Alter von zwölf Jahren, erkrankte sie während eines Familienurlaubs in Filey an Kinderlähmung. Diese Erkrankung hatte starke Schmerzen und dauerhafte Lähmungserscheinungen zur Folge. Lane-Fox erhielt daher Privatunterricht. Sie berichtete später als Erwachsene, sie hätte in ihrer Jugend die Schmerzen und das Gelähmtsein ertragen können, nicht jedoch die Tatsache, dass sie nicht mit anderen Kindern spielen konnte. Felicity Lane-Fox wurde über 40 Jahre täglich von ihrer Mutter Enid betreut. Schon früh engagierte sich Felicity Lane-Fox für die Belange von Behinderten. Sie sammelte mehrere Tausend Pfund an Spendengeldern für Behinderte, indem sie Interviews gab und im Rundfunk über ihr Schicksal sprach. Sie wurde von ihrer Mutter in einem umgebauten Doppeldecker-Van in ganz Großbritannien herumgefahren und wurde auf diese Weise landesweit bekannt.
1939 nahm sie erste Berufstätigkeit, als ehrenamtliche Mitarbeiterin, bei der Yorkshire Association for the Care of Cripples auf; sie bearbeitete dort die Gesuche von Antragstellern auf Hilfeleistungen. Während des Zweiten Weltkriegs arbeitete sie als Sekretärin am Thorp Arch Children’s Orthopaedic Hospital. Nebenbei arbeitete sie als Sekretärin (joint secretary) bei Bramham Moor Hunt, einem Veranstalter von Moorjagden.
Sie war seit den 1940er Jahren Mitglied im Conservative Women's Advisory Committee. Im Oktober 1948 forderte sie ein stärkeres Engagement von weiblichen Parteimitgliedern der Conservative Party in der Sozialfürsorge und der Wohlfahrtspflege. 1949 wurde sie in den Grafschaftsrat der Grafschaft West Riding (West Riding County Council) gewählt. Sie war Vorsitzende des Wessex Area Conservative Women's Advisory Committee.
1963 wurde sie Mitglied im Vorstand der National Union of Conservative and Unionist Associations. Lane-Fox setzte sich insbesondere für die Rechte und Verbesserung der Lebensqualität von körperlich behinderten Menschen ein. Sie war seit 1963 Vize-Präsidentin (Vice-President) der Royal Association of Disability and Rehabilitation und Vorsitzende (Chairman) der Patientenvereinigung The Phipps Respiratory Unit Patients' Association des St Thomas’ Hospital in London.
In der jährlichen New Year’s Honours-Liste wurde sie 1976 zum Officer des Order of the British Empire ernannt, in Anerkennung ihres Einsatzes für behinderte Menschen („For services to disabled people“).
Anfang der 1980er Jahre lernte sie Clarissa Mitchell, die spätere Gründerin und Treuhänderin der Hilfsorganisation Hop, Skip & Jump, kennen. Gemeinsam mit Mitchell initiierte Lane-Fox Spendenkampagnen für die damalige Wohltätigkeitsorganisation Handicapped Adventure Playground Association. Im Juli 1982 wurde in Anwesenheit von Felicity Lane-Fox das Hop Skip and Jump Cotswold Centre in Cheltenham in der Grafschaft Gloucestershire eröffnet.
Ihre Lebenserinnerungen wurden 2008 unter dem Titel Felicity Lane-Fox: Triumphing Over Disability bei Book Guild Publishing Ltd veröffentlicht.
Sie war die Tante von Robin Lane Fox und die Großtante seiner Tochter Martha Lane Fox, Baroness Lane-Fox of Soho.

## Mitgliedschaft im House of Lords
Am 18. Mai 1981 wurde Lane-Fox zum Life Peer ernannt und wurde Mitglied des House of Lords; sie trug den Titel Baroness Lane-Fox, of Bramham in the County of West Yorkshire. Im House of Lords saß sie für die Conservative Party. Sie war von Margaret Thatcher persönlich als Life Peeress vorgeschlagen worden.
Am 9. Juni 1981 wurde sie offiziell ins House of Lords eingeführt. Ihre Antrittsrede hielt sie am 23. Juni 1981. In ihrer Ansprache hob sie Bedeutung und die Notwendigkeit der Rechte von Menschen mit Behinderungen hervor.
Im Hansard sind Wortbeiträge von Felicity Lane-Fox im House of Lords aus den Jahren 1981 bis 1988 dokumentiert. Lane-Fox war bis zu ihrem Tode aktives Mitglied des House of Lords; zu den Sitzungen kam sie in einem Elektrorollstuhl. Im März 1988 meldete sie sich mit einem Wortbeitrag im Rahmen einer Debatte zur Bildungspolitik (Employment Bill) letztmals im House of Lords zu Wort.